# Matt Donlan
Matt Donlan (nacido el 29 de diciembre de 1993 en Melbourne, Australia) es un jugador de baloncesto australiano.

## Trayectoria
Empezó a jugar a los 5 años en Australia, y a los 10 años se mudó a USA, de formación High School americana, lo reclutó South Dakota State, pero no cuajó debido a problemas en una rodilla, y pasó a Iowa Western CC a recuperar sensaciones y confianza. Su buena mano hizo que regresara a Ncaa DI, en Youngstown State, donde durante dos temporadas sería titular. Su año júnior resultó una explosión, fue el 4.º lanzador de la D1 en porcentaje de T3 (46%), y obtuvo reconocimientos como uno de los mejores aussies de la Ncaa con 13.1pt y 4.5re. Parecía que en su último año, el de Sénior, iba a ser el del despegue, incluso la Ncaa lo ponía entre los mejores Cuatro pistoleros pero la temporada no fue tan buena a pesar de eso, en 34 partidos promedió 26 minutos, 9.2 puntos, 4 rebotes, 1.6 asistencias.
En agosto de 2017, llega a España, en concreto a la Liga LEB Oro, firmando un contrato en su primera aventura como profesional en el Club Baloncesto Peñas Huesca por una temporada.

## Clubs
- Club Baloncesto Peñas Huesca (2017-2018)